# 国際コーパス言語学ジャーナル
国際コーパス言語学ジャーナル（こくさいこーぱすげんごがくじゃーなる、International Journal of Corpus Linguistics,略：IJCL）はコーパス言語学に関する論説、書評を掲載する学術誌。季刊、ピアレビュー有。現在は英国のバーミンガム大学のミカエラ・マールバーグ（Michaela Mahlberg）が編集を務める。